# SztárVár
A SztárVár egy magyar tévésorozat. Műfaját tekintve helyzetkomédia és puppet show (a szereplő színészek fején báb van). 2005-től sugározta a Viasat 3, ma már nincs a képernyőn.

## Történet
Egy turnékat szervező cég a hat embernek a munkabérét lakáskiutalás formájában adja, de hatuknak ugyanazt a lakást.

## Szereplők
| Szerep                 | Színész                    | Magyar hang      |
| ---------------------- | -------------------------- | ---------------- |
| dr. Csernus Imre       | Tengely Gábor, Pipó László | Éles István      |
| Gáspár Győző – Győzike |                            | Somogyi András   |
| Ganxsta Zolee          | Horkay Péter               | Éles István      |
| Kiszel Tünde           | Semjén Nóra                | Balázsovits Edit |
| Sebeők János           | Heidinger Zoltán           | Beliczai Balázs  |
| Spitzer Gyöngyi – Soma | Szabó Noémi                | Bach Szilvia     |

## Érdekességek
- Dr. Csernus Imre, aki már nem dolgozik a tévécsatornán, az egyetlen szereplő, aki védi a sorozatot.
- A színészek fején lévő bábból csak a szájon át lehet kilátni.
- A sorozat rémálmok keltésére is alkalmas, ezt bizonyítja egy 2005-ös eset amikor egy újpesti 11 éves fiú kiugrott az 5-ik emeletről az éjszaka közepén miután álmában megjelent a Csernus Imre bábú és azt mondta neki hogy "a piros köd meg fog érkezni."